# Gyponana impeta
Gyponana impeta är en insektsart som beskrevs av Delong och Wolda 1982. Gyponana impeta ingår i släktet Gyponana och familjen dvärgstritar. Inga underarter finns listade i Catalogue of Life.